# Тайваньско-филиппинские отношения
Тайваньско-филиппинские отношения — двусторонние дипломатические отношения между Китайской Республикой (Тайвань) и Филиппинами. Отношения официально не установлены, Манила придерживается политики единого Китая и признает только Китайскую Народную Республику. Тем не менее, это не мешает осуществлять двусторонние визиты, миграцию населения и обмен инвестиционным капиталом между Тайванем и Филиппинами через Manila Economic and Cultural Office в Тайбэе и Taipei Economic and Cultural Office в Маниле.

## История
С 1946 по 1975 год Филиппины официально признавали Китайскую Республику в качестве единственного представителя китайского государства. 9 июня 1975 года Филиппины установили официальные дипломатические отношения с Китайской Народной Республикой и разорвали дипломатические контакты с Китайской Республикой. В мае 2013 года между Китайской Республикой и Филиппинами разгорелся дипломатический конфликт вызванный тем, что филиппинские пограничники открыли огонь по рыболовецким судам Китайской Республики в результате чего один рыбак получил фатальные ранения. Однако, уже в ноябре 2013 года правительство Китайской Республики выделило Филиппинам 12 млн долларов США для преодоления последствий разрушительного тайфуна Хайян. В 2016 году Китайская Республика пострадала от тайфуна Меранти, Филиппины оказали помощь этой стране на 14 млн. песо.

## Экономические отношения
В 2015 году товарооборот между странами составил сумму 7,85 млрд. долларов США. В 2016 году товарооборот между странами уменьшился примерно на 10 % и составил сумму 7,12 млрд долларов США. В 2016 году общий объем инвестиций Тайваня в экономику Филиппин вырос на 314,9 % по сравнению с годом ранее, составив 147,7 миллионов долларов США.
В 2016 году 172475 филиппинских туристов посетили Китайскую Республику, продемонстрировав рост на 23,89 % по сравнению с 2015 годом. В 2016 году 231801 представителей Китайской Республики посетили Филиппины с туристической целью, рост по сравнению с 2015 годом составил 28,7 %.
В 2017 году в Китайской Республике по официальным данным Министерства труда проживало 136400 филиппинских рабочих.